# 3191 Svanetia
3191 Svanetia eller 1979 SX9 är en asteroid i huvudbältet som upptäcktes den 22 september 1979 av den rysk-sovjetiske astronomen Nikolaj Tjernych vid Krims astrofysiska observatorium på Krim. Den har fått sitt namn efter Svanetien ett bergsområde i Kaukasus.
Asteroiden har en diameter på ungefär 9 kilometer och den tillhör asteroidgruppen Koronis.